# Oglio
De Oglio is een rivier in Lombardije, Noord-Italië met een lengte van 280 kilometer.
De rivier ontspringt aan de zuidzijde van de 3360 meter hoge Corno dei Tre Signori in het Nationaal Park Stelvio. De rivier heeft een van de grootste Lombardische alpendalen uitgesleten: de Val Camonica. Na de provincies Brescia, Bergamo, Cremona en Mantua te hebben doorkruist komt de rivier uit in de Po.
De belangrijkste zijrivieren van de Oglio zijn de Ogliolo, Allione, Dezzo en Cherio vanuit het westen en de Mella en Chiese vanuit het oosten. Bij Lovere stroomt de rivier het Iseomeer in, bij Sarnico stroomt de Oglio verder door de Povlakte. Vanaf dit punt zijn de oevers tot beschermd gebied verklaard. De rivier is niet bevaarbaar.
Plaatsen aan de Oglio:
- Ponte di Legno
- Edolo
- Capo di Ponte
- Darfo Boario Terme
- Palazzolo sull'Oglio

- Biblioteca Nacional de España: XX5434412
- Bibliothèque nationale de France: cb12111513s (data)
- Gemeinsame Normdatei: 4694941-0
- Library of Congress Control Number: sh95010423
- Nationale Bibliotheek van Israël: 987007532444105171
- Système universitaire de documentation: 029500923
- Virtual International Authority File: 242304465